# Géza Alföldy

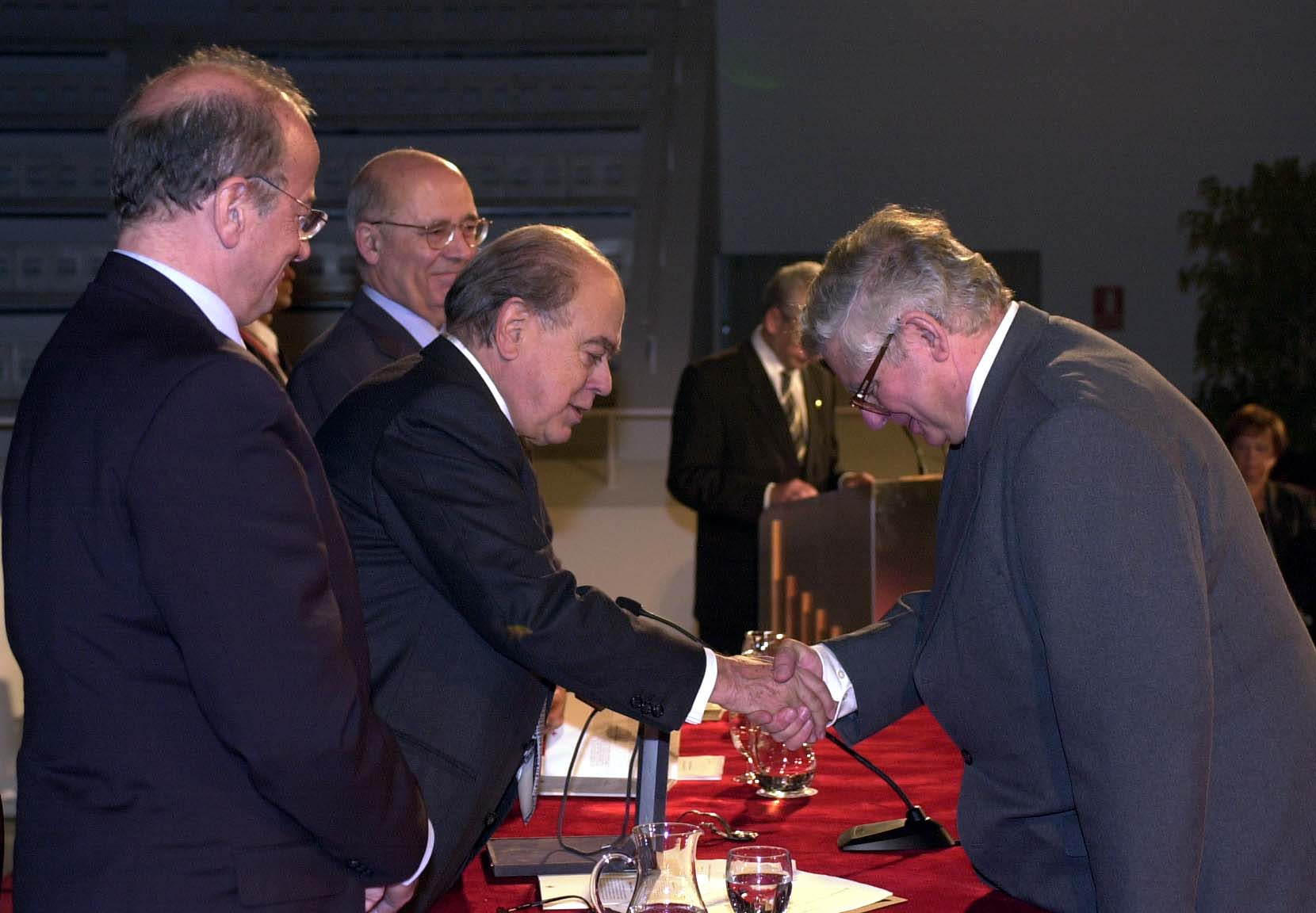
Géza Alföldy po prawej

Géza Alföldy (ur. 7 czerwca 1935 w Budapeszcie, zm. 6 listopada 2011 w Atenach) – historyk węgierskiego pochodzenia, od 1965 roku zamieszkały w Republice Federalnej Niemiec (ze statusem uciekiniera politycznego). Od 1970 mieszkał w Heidelbergu, gdzie na Uniwersytecie kierował Katedrą Historii Starożytnej.

## Wybrane publikacje
- Bevölkerung und Gesellschaft der römischen Provinz Dalmatien. Akadémiai Kiadó, Budapest 1965.
- Epigraphische Studien. Rheinland-Verlag, 1968.
- Die Hilfstruppen der römischen Provinz Germania inferior, 1968.
- Fasti Hispanienses. Senatorische Reichsbeamte und Offiziere in den spanischen Provinzen des römischen Reiches von Augustus bis Diokletian. Steiner, Wiesbaden 1969.
- Konsulat und Senatorenstand unter den Antoninen. Prosopographische Untersuchungen zur senatorischen Führungsschicht, Habelt, Bonn 1977.
- Sir Ronald Syme, 'Die römische Revolution' und die deutsche Althistorie, 1983.
- Römische Sozialgeschichte, Augsburg-Stuttgart 1984.
- Historia społeczna starożytnego Rzymu, Poznań 1991.
- Antike Sklaverei. Widersprüche, Sonderformen, Grundstrukturen, 1988.
- Der Obelisk auf dem Petersplatz in Rom. Ein historisches Monument der Antike, Heidelberg 1990.
- Ungarn 1956. Aufstand, Revolution, Freiheitskampf, Heidelberg 1998.
- Die römische Gesellschaft. Ausgewählte Beiträge, Stuttgart 1998.
- Die Krise des Römischen Reiches. Steiner, Stuttgart 1998.
- Städte, Eliten und Gesellschaften in der Gallia Cisalpina. Epigraphisch-historische Untersuchungen, Steiner, Stuttgart 1999.
- Inschriftliche Denkmäler als Medien der Selbstdarstellung in der römischen Welt, Stuttgart 2001.

## Przekład w języku polskim
- Historia społeczna starożytnego Rzymu, przeł. z niem. Anna Gierlińska, do druku podał Leszek Mrozewicz, Poznań: Kantor Wydawniczy SAWW 1991 (wyd. 2 - Poznań: Wydawnictwo Poznańskie 1998).